# Château de la Wartbourg
Le château de la Wartbourg (en allemand : Wartburg) est situé sur une colline au sud-ouest d'Eisenach en Thuringe, d'où il surplombe la ville.
À l'époque, on appelait ce territoire le grand-duché de Saxe-Weimar-Eisenach. Il aurait été fondé en 1067 par le landgrave Louis II « le Sauteur » (Ludwig der Springer), ainsi nommé car on raconte qu'il fut emprisonné dans une tour, dont il s'échappa en sautant du sommet dans les douves.
Le château, perché sur un éperon rocheux, se présente comme un assemblage de constructions de différentes époques.
En 1999, il a été inscrit sur la liste du patrimoine mondial de l'Unesco comme « monument exceptionnel de la période féodale en Europe centrale […] lié à des valeurs culturelles de signification universelle ».

## Histoire
Sa construction en 1067 doit être replacée dans le cadre de la querelle des Investitures et ses retombées sur toute l'Europe. La faiblesse de l'autorité royale incita nombre de forces particulières à s'approprier des terres et à lutter farouchement pour une prééminence territoriale. C'est ainsi qu'on a assisté à la naissance de structures féodales.
Ce fut le siège de la cour des comtes de Thuringe jusqu'en 1440. Il fut également le centre d'une culture de cour raffinée, comme en témoigne l'histoire d'un concours de Minnesänger (trouvères allemands), le Sängerkrieg, autour de 1207, qui vit s'affronter des participants comme Walther von der Vogelweide, Wolfram von Eschenbach, Albrecht von Halberstadt (de), et bien d'autres.
Wagner s'inspira du site et de cet épisode, complétés par l'histoire de sainte Élisabeth de Hongrie, pour mettre en scène son Tannhäuser (1845) dont le titre complet est Tannhäuser et le Tournoi des chanteurs à la Wartburg.
Sainte Élisabeth de Hongrie vécut en effet à la Wartbourg lorsqu'elle était épouse du landgrave Louis IV de Thuringe de 1211 à 1228, avant de s'en faire chasser en 1228, un évènement dramatique qui a particulièrement motivé sa canonisation.
Ce fut également une base stratégique importante lors des conflits armés qui opposèrent la Saxe et la Thuringe, alliées, à Henri IV du Saint-Empire.
De mai 1521 à mars 1522, Martin Luther, alors au ban de l'Empire fut mis à l'abri dans le château par Frédéric le Sage. Ce fut pendant cette période que sous le nom de Junker Jörg (chevalier Georges), il traduisit le Nouveau Testament et une partie de l'Ancien Testament en allemand ; ce Nouveau Testament paru en 1522 puis la Bible de Luther complète parue en 1534 allaient être très largement diffusés en Allemagne et constituer le point de départ d'une révolution culturelle et religieuse en Allemagne et au-delà.
En 1817, il fut le siège d'une manifestation (appelée en allemand Wartburgfest) principalement menée par des étudiants allemands. Ces derniers, de sensibilité libérale et nationaliste, protestaient contre les conséquences du congrès de Vienne (1815), déplorant le retour à l'absolutisme plutôt que l'instauration d'un État-nation. À cette époque le duché était dirigé par Charles-Auguste de Saxe-Weimar-Eisenach.
Le château a été rénové plusieurs fois, et plusieurs parties anciennes ont été recouvertes ou transformées par des constructions ultérieures et des additions. De 1952 à 1966, le gouvernement de la République démocratique allemande le restaura comme il était au XVIe siècle, notamment la pièce de Luther avec ses planchers et murs en panneaux de bois originaux.

## Description

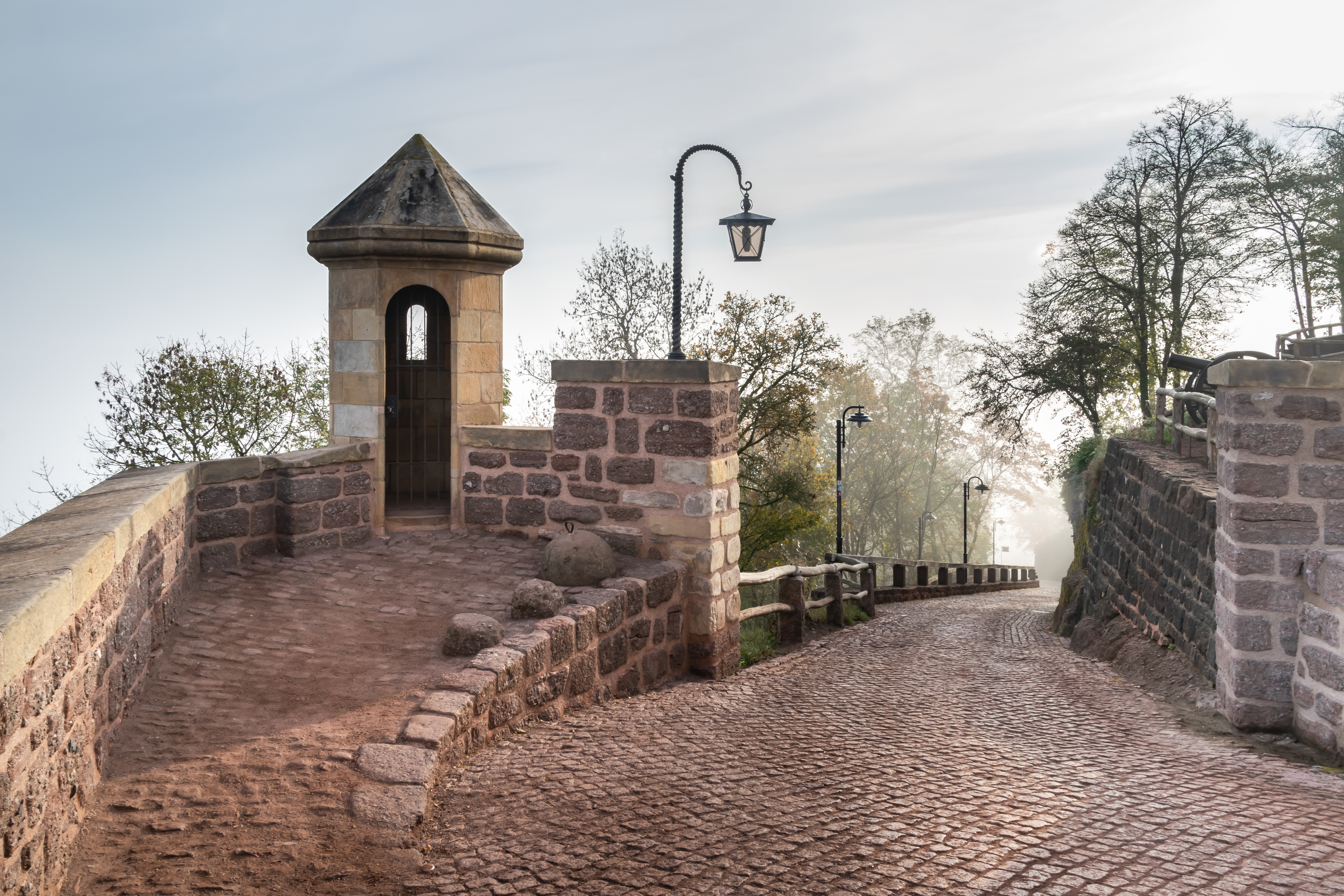
Une guérite dans le château de la Wartbourg.

Le palais roman (le Palas, Landgrafenhaus, ou Grande Salle) est le bâtiment le plus ancien et le plus impressionnant d’un point de vue architectural. À côté de la chapelle, il contient le Sängersaal (Salle des ménestrels), avec des fresques sur le triomphe de la chrétienté dans le Festsaal. On peut aussi y voir une salle appelée « Elisabeth Kemenate », c'est-à-dire les appartements privés de la Princesse Élisabeth de Hongrie, dont les murs sont recouverts de mosaïques représentant le cycle de vie de la princesse depuis sa naissance. Ces mosaïques sont le chef-d’œuvre du mosaïciste allemand, Prof. August Oetken (1868-1951), réalisé en 1905.
La porte derrière le pont-levis est le seul accès au château comme cela l'a toujours été à travers les siècles.
La maison des chevaliers du côté ouest du pont-levis est à moitié charpentée et date du XVe siècle. Elle servait probablement de résidence pour les servants et les gardes.
Il y a deux tours, celle du sud (la seule préservée du château médiéval, ayant été érigée en 1318), qui contient le donjon et la réserve (terminée en 1859, incorporant partiellement les fondations de son prédécesseur médiéval et qui a le repère de la croix latine au sommet ; et le Vogtei (le logis du bailli) dans lequel la pièce de Luther est située et auquel une fenêtre en encorbellement du XVe siècle fut attachée en 1872. Deux coursives couvertes, les passages Élisabeth et Margaret, forment l'anneau de défense du XVe siècle et ses charpentes de protection sont supportées par des balcons en bois. Et finalement la nouvelle chambre des femmes contient la collection.
Mention doit être faite des armureries Rüstkammer qui contenaient environ 800 pièces, depuis la splendide armure du roi Henri II de France, jusqu'aux objets de Frédéric le Sage, du pape Jules II et Bernhard von Weimar. Ils furent tous confisqués par l'armée d'occupation soviétique en 1946 et ont disparu dans l'Union soviétique. Deux casques, deux épées, les armures d'un prince et d'un enfant furent rendus dans les années 1960. Le nouveau gouvernement russe a promis d'aider à les retrouver et de les rendre.
Pendant sa longue existence, le château était et est toujours un lieu de pèlerinage et sa signification dans l'histoire de l'Allemagne est importante.
C'est dans ce château qu'avait lieu le tournoi des chanteurs de la Wartbourg.

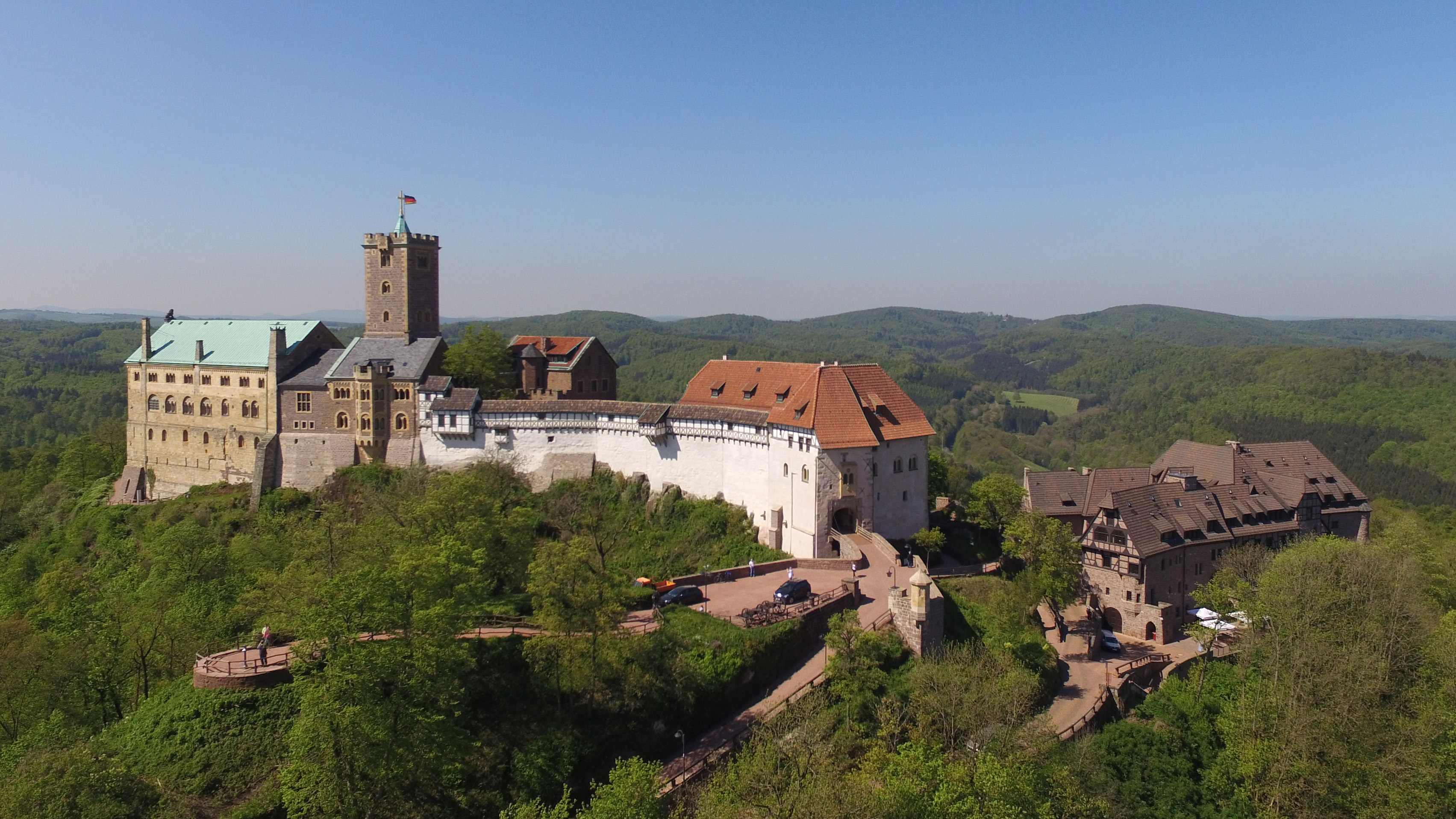
Vue de la forteresse.
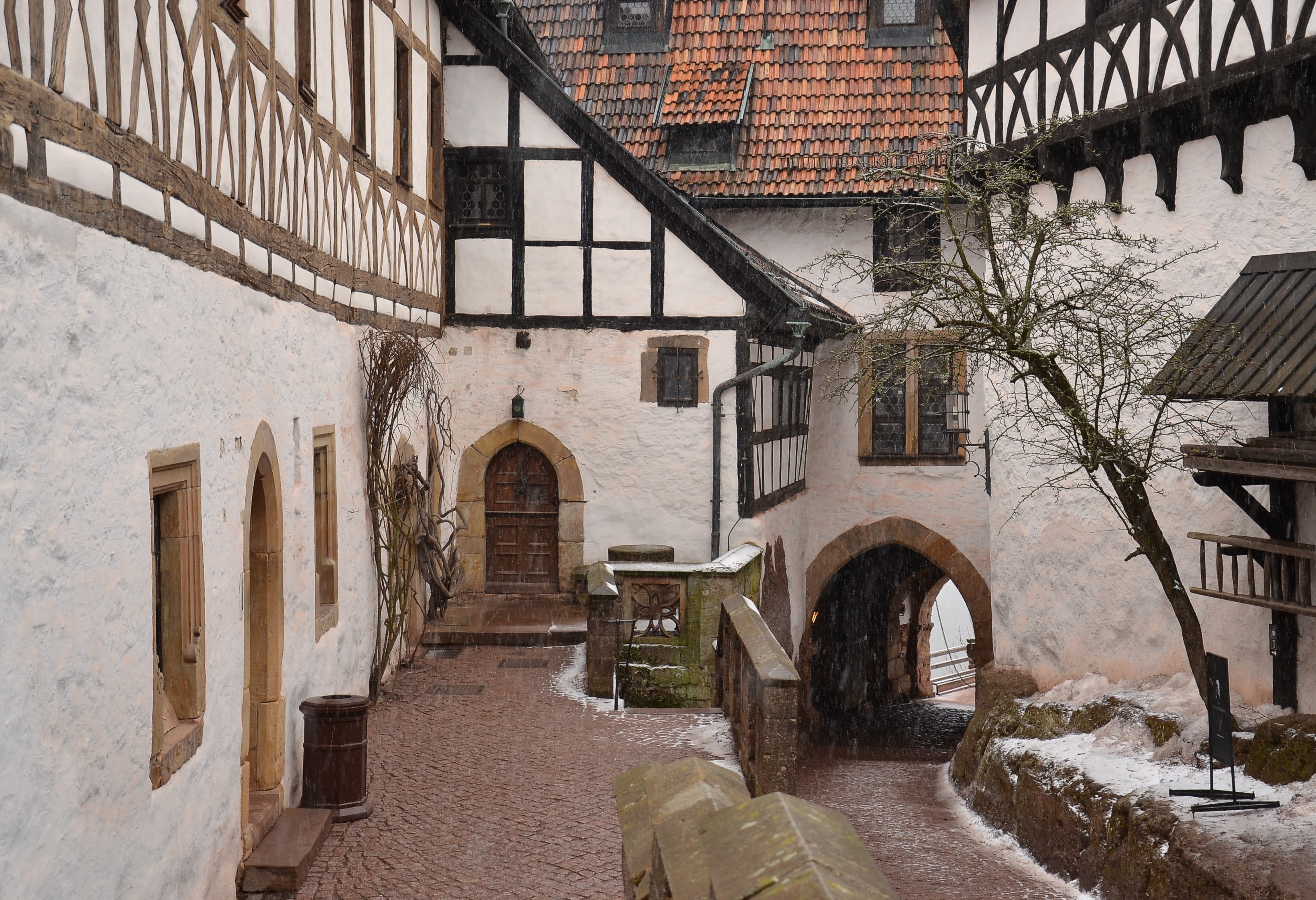
Porte principale.
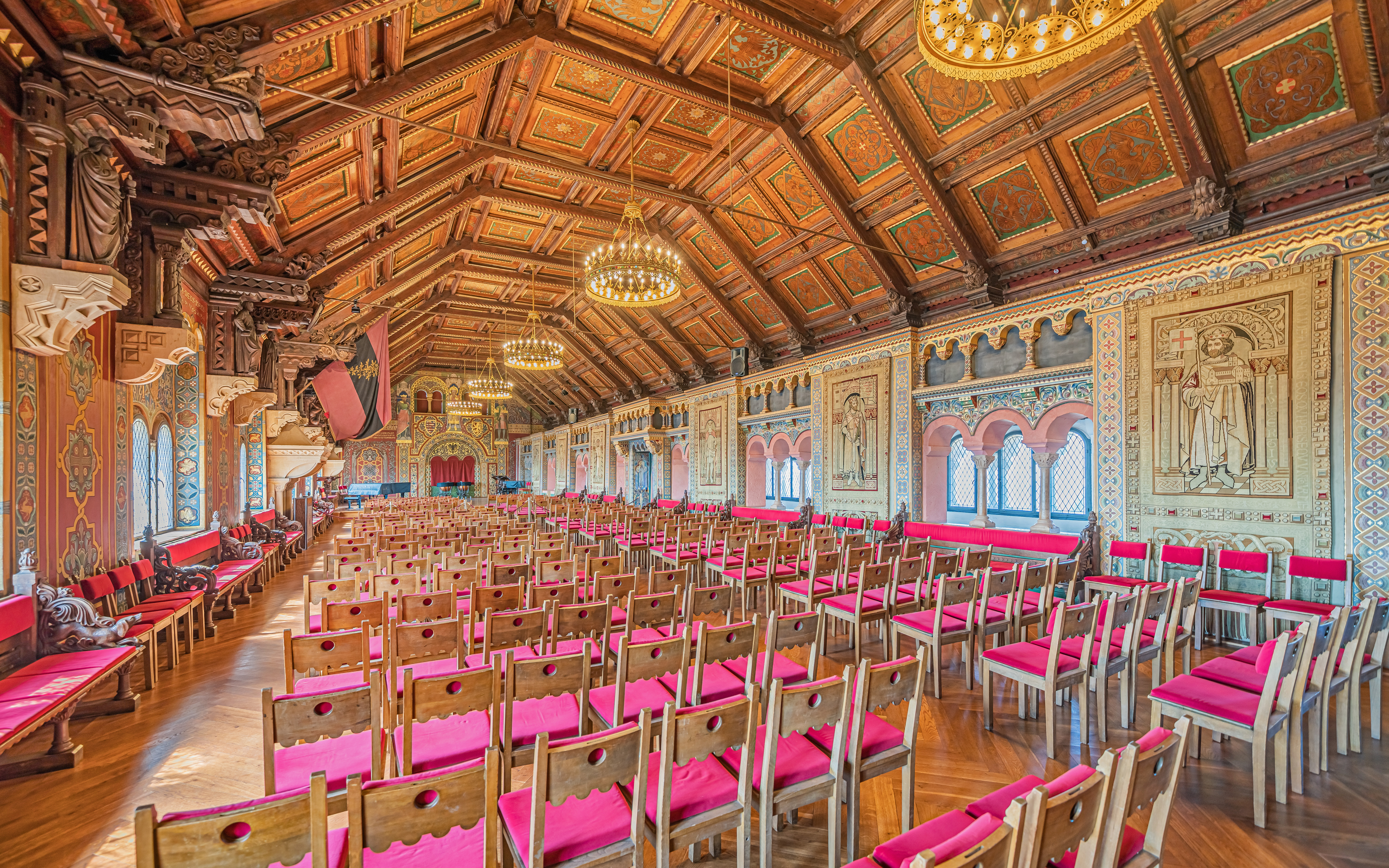
Intérieur.
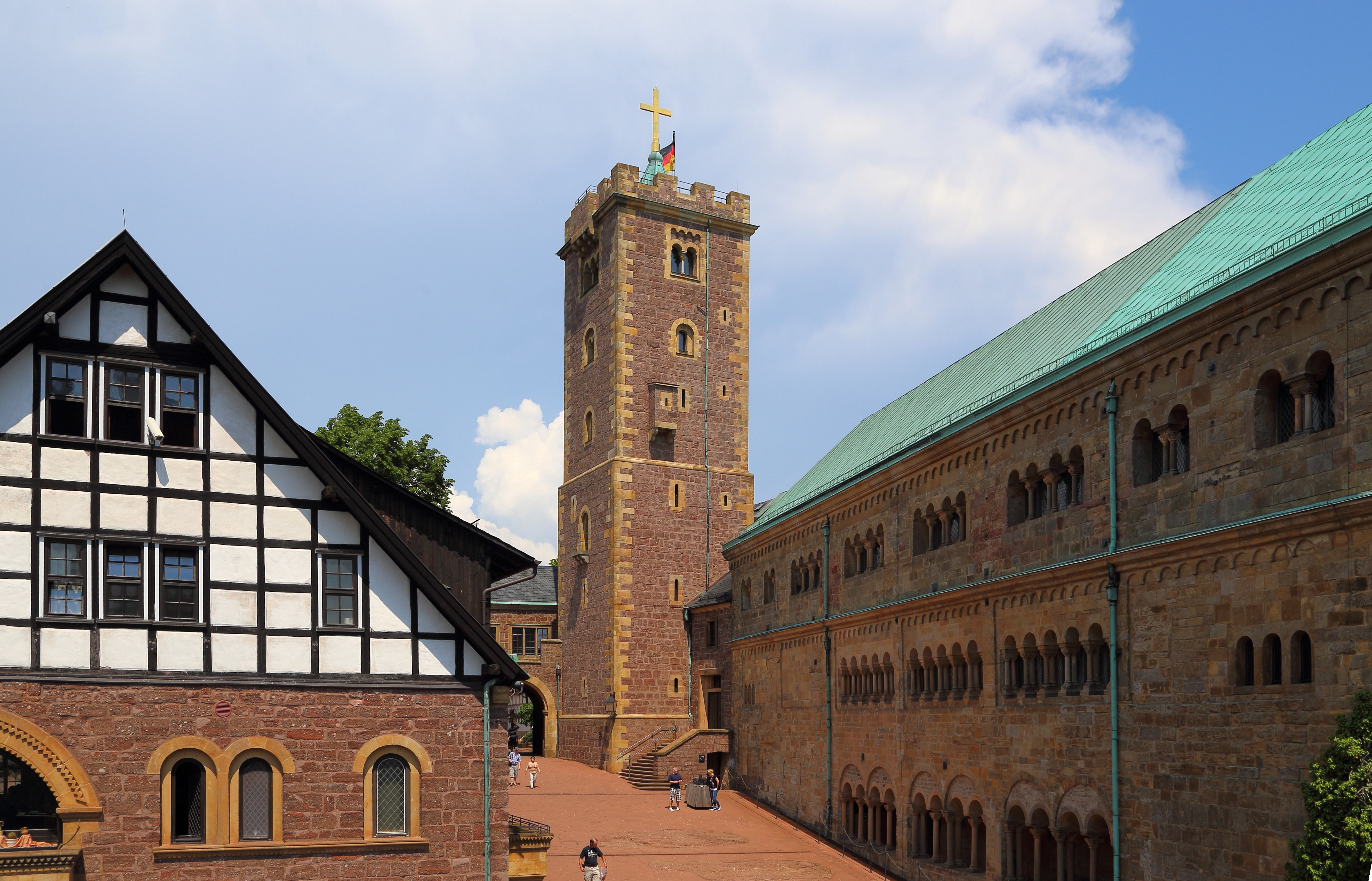
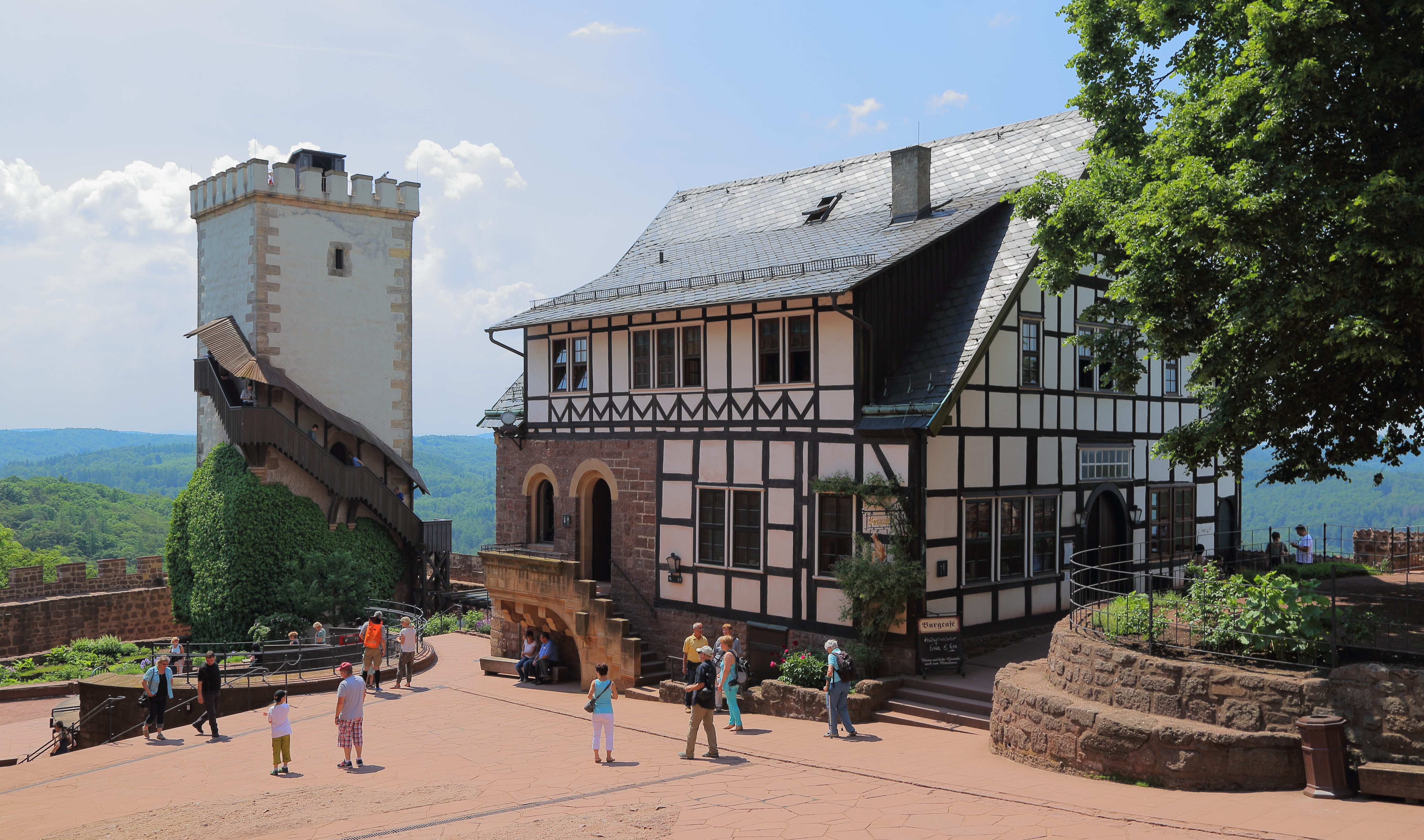
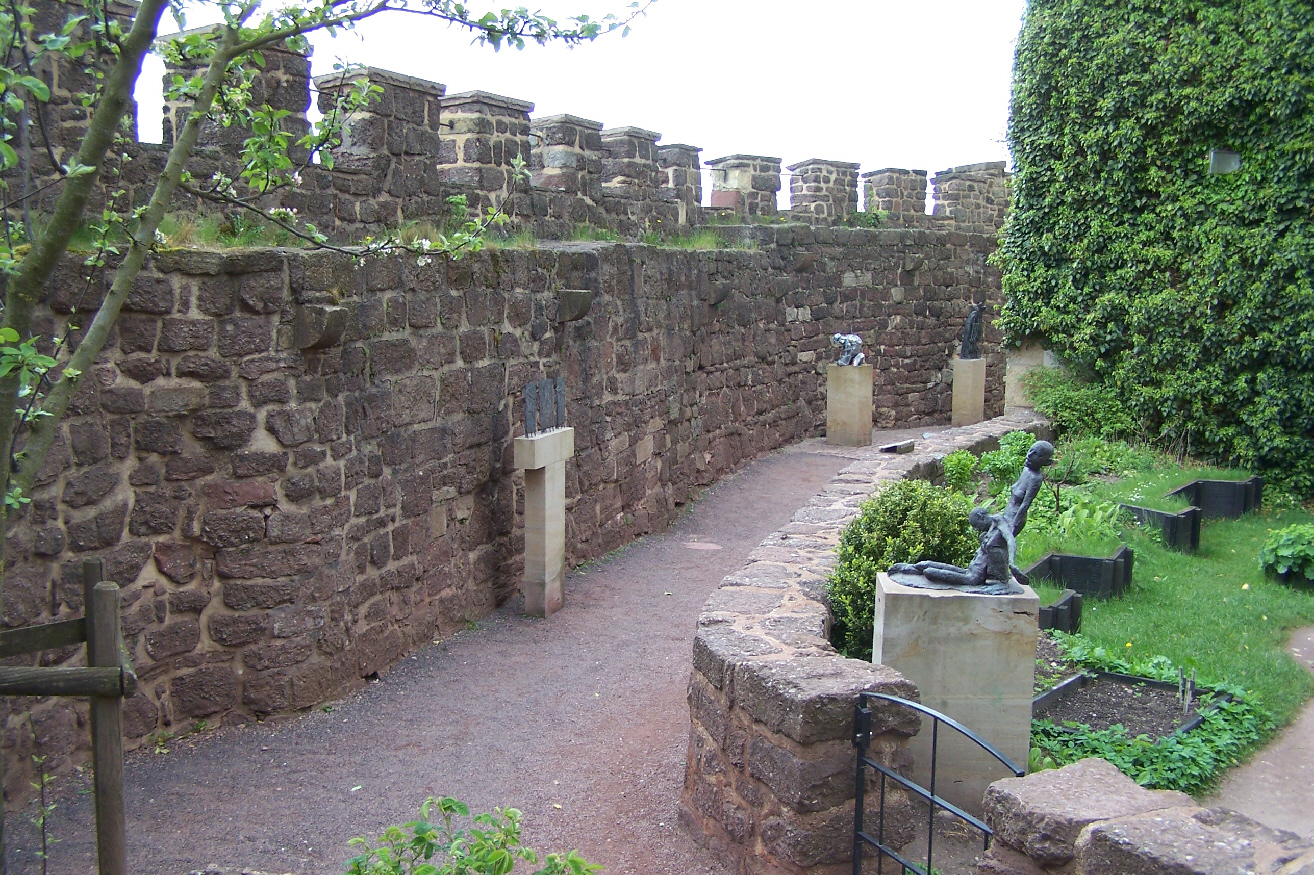
Mur sud.
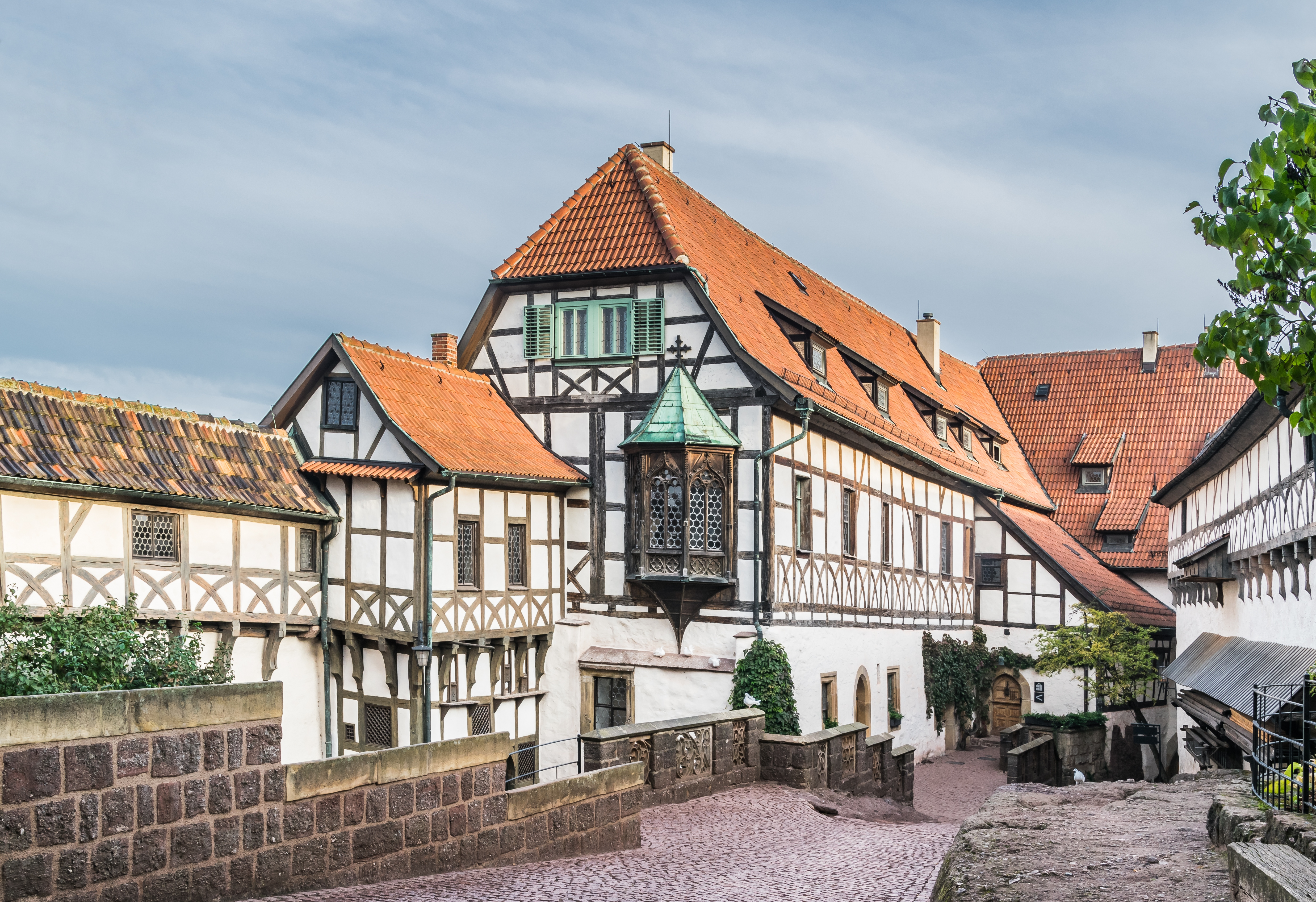
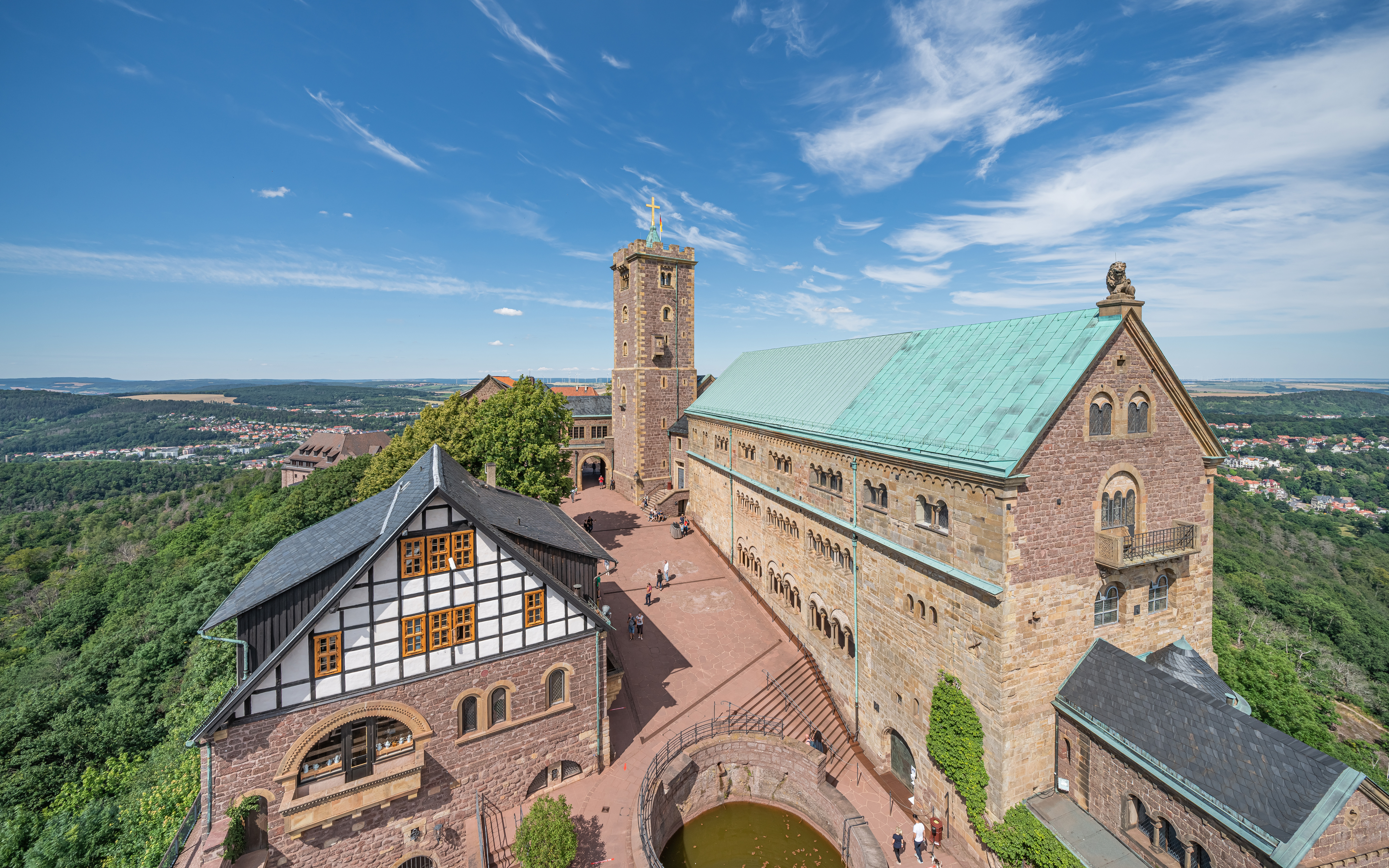
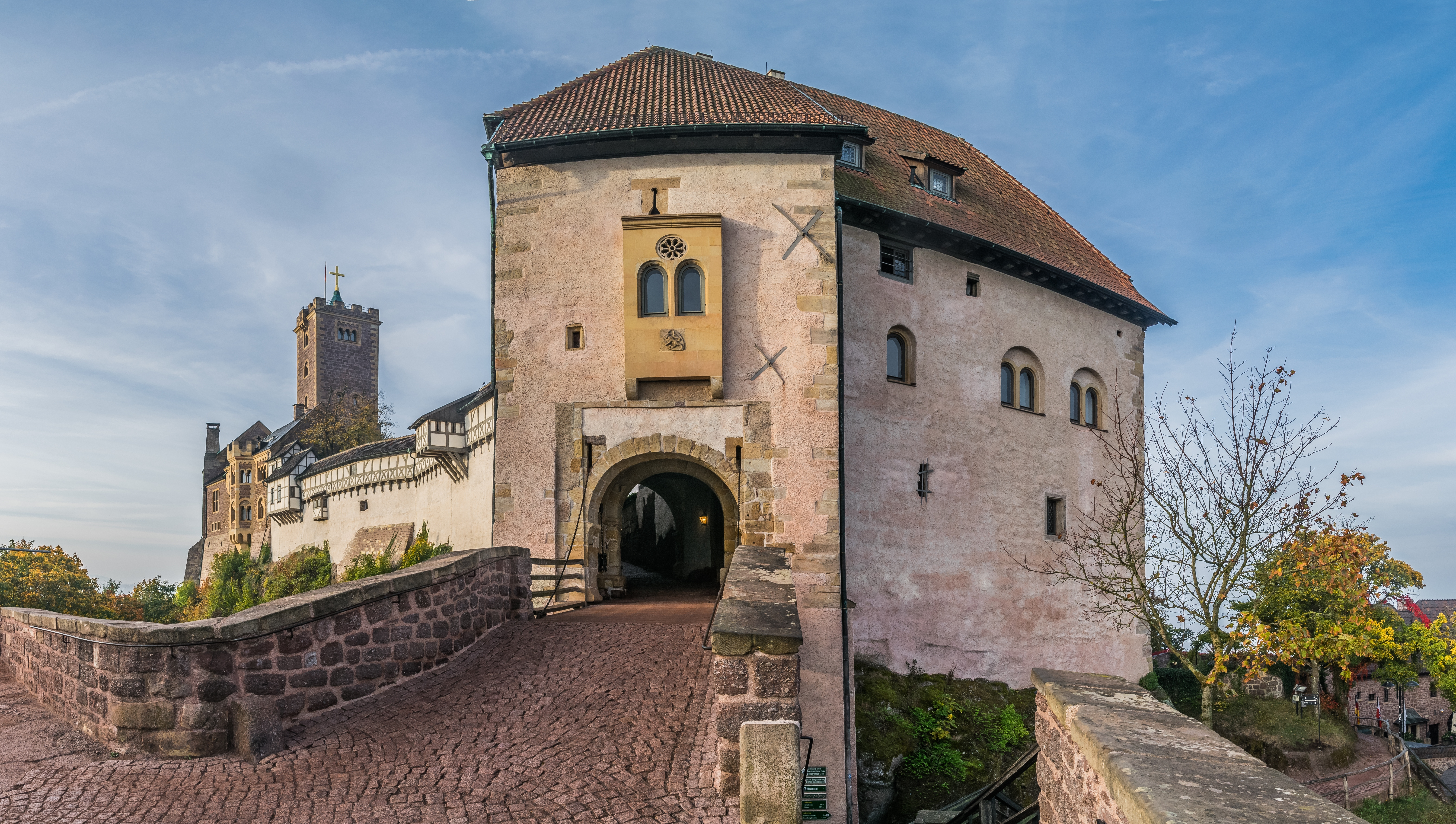

## Hommage
Un établissement universitaire luthérien privé dans l'Iowa, fondé en 1852, porte le nom de Wartburg College (en), en hommage au château de la Wartbourg.
Le château a donné son nom à un rosier du nom de 'Wartburg', obtenu en 1910 par le rosiériste allemand Hermann Kiese.
La dénomination du constructeur automobile est-allemand Wartburg, qui était situé à Eisenach, a été également inspirée du nom du château.
Le château est représenté sur la pièce de deux euros émise en 2022 pour la Thuringe, dans la première série de pièces allemandes commémorant les Länder.

### Bases de données et dictionnaires
- (de) Site officiel
- Ressources relatives à l'architecture :   - Liste du patrimoine mondial
  - Structurae
- Ressource relative aux beaux-arts :   - Grove Art Online
- Ressource relative au spectacle :   - Carthalia
- Notices dans des dictionnaires ou encyclopédies généralistes :   - Britannica
  - Den Store Danske Encyklopædi
  - Gran Enciclopèdia Catalana
  - Internetowa encyklopedia PWN
  - Store norske leksikon
- Notices d'autorité :   - VIAF
  - BnF (données)
  - IdRef
  - LCCN
  - GND
  - Espagne
  - Israël
  - Vatican
  - Tchéquie